# Монтекорвино Ровела
Монтекорвино Ровела (итал. Montecorvino Rovella) је насеље у Италији у округу Салерно, региону Кампанија.
Према процени из 2011. у насељу је живело 7972 становника. Насеље се налази на надморској висини од 310 м.

## Становништво
| 1931. | 1936. | 1951. | 1961. | 1971. | 1981. | 1991.  | 2001.  | 2011.  |
| ----- | ----- | ----- | ----- | ----- | ----- | ------ | ------ | ------ |
| 7.562 | 7.959 | 9.050 | 8.481 | 8.729 | 8.863 | 10.262 | 11.558 | 12.553 |